# Mely Arellano
Mely Georgina Arellano Ayala, más conocida como Mely Arellano, es una periodista mexicana reconocida por sus investigaciones sobre temas de género, migración y derechos humanos.  
Entre los galardones que ha recibido por su trabajo destaca el Premio Nacional de Periodismo en 2018 por la crónica Mujeres contra la mina publicada en Lado B, portal del que es codirectora y cofundadora. Además de en Lado B, ha colaborado en medios a nivel nacional como el periódico El Universal, el portal Animal Político, y la revista Chilango. 

## Trayectoria profesional
Arellano estudió Lingüística y Literatura Hispánica en la Benemérita Universidad Autónoma de Puebla (BUAP).
En julio de 2011 fundó el portal de noticias Lado B, junto con Ernesto Aroche Aguilar, medio que acumula una veintena de premios a nivel nacional, entre ellos el Premio Nacional de Periodismo que le otorgaron a Arellano en 2018 por su crónica Mujeres contra la mina, la cual narra las historias de varias mujeres de Ixtacamaxtitlán, en la Sierra Norte del estado de Puebla, que se oponían a proyectos mineros.
Sus investigaciones y textos se han caracterizado por el enfoque de género, así como por su interés en temas sobre derechos humanos y migración. Otro tema al que le ha prestado atención es el de los feminicidios en Puebla en particular y en México en general. Debido a su experiencia en dichos temas ha sido invitada a participar en actividades académicas como el foro Periodismo y Feminicidios organizado por la Universidad Iberoamericana de Puebla en 2017.
En 2021 fue parte del proyecto multimedia Desintoxicando narrativas: Mujeres y cannabis en México, apoyado por el Fondo para Investigaciones y Nuevas narrativas sobre Drogas de la Fundación Gabo, y realizado en colaboración entre Lado B y Radio Abierta. La parte escrita del proyecto estuvo firmada por Arellano y su colega Aranzazú Ayala y habla acerca del papel de las mujeres en la lucha por la despenalización de la marihuana.
Además de publicar en Lado B y codirigir el proyecto, Arellano ha colaborado en diferentes momentos en medios nacionales como el periódico El Universal, los portales Animal Político y Pie de Página, y la revista Chilango; asimismo ha publicado en medios locales de Puebla y de otras estados.

## Premios y reconocimientos
En 2007 fue becaria del Fondo Estatal para la Cultura y las Artes de Puebla en la categoría Jóvenes creadores por su proyecto Periodo de crímenes.
En otoño de 2010 cursó la beca del Programa Prensa y Democracia de la Universidad Iberoamericana de Ciudad de México. Fue becaria de la Fundación Gabriel García Márquez para el Nuevo Periodismo en 2011 y 2019.
Entre los galardones que ha recibido destacan el primer lugar en 2012 y 2013 del Premio Cuauhtémoc Moctezuma al Periodismo en Puebla, y el segundo lugar en 2015, siempre en la categoría de Crónica; por su parte, en el Concurso «Equidad y Género» convocado por la Suprema Corte de Justicia de la Nación de México y ONU Mujeres obtuvo el segundo lugar en 2012 y el primero en 2014 en la categoría de Reportaje.
En 2018 ganó el Premio Nacional de Periodismo por la crónica Mujeres contra la mina.